# Oberman. Roman in Briefen
Oberman. Roman in Briefen ist ein Briefroman des französischen Schriftstellers Étienne Pivert de Senancour,  (1770–1846), der 1801 in Paris begonnen, 1803 in der Schweiz vollendet und 1804 in zwei Bänden veröffentlicht wurde. Er gilt als eines der wichtigsten Werke der französischen Frühromantik.
In dem Roman gibt es keine klare Handlung: Der Protagonist schreibt an einen (möglicherweise imaginären) Empfänger, der genauso im Dunkeln bleibt wie andere Figuren. Während Oberman in die Schweiz reist, gibt er sich philosophischen Betrachtungen hin, die er in seinen Briefen niederlegt. Oberman wird von einer „tristesse d'une vague profonde“, einer unerklärlichen Melancholie heimgesucht, die ihn von einem Ort zum anderen treibt, verzweifeln lässt und zur Untätigkeit verdammt. Typisch romantisch im Oberman sind die schwärmerischen Naturbeschreibungen.
Vielen Künstlern diente Oberman als Inspirationsquelle, u. a. Liszt oder Delacroix. Liszt nannte Oberman „das Buch, das stets mein Leid betäubt“. Vallée d'Obermann ist der Titel eines Klavierstückes in seinen Années de pèlerinage.
Der Oberman diente als Vorlage für das gleichnamige Hörspiel von Rainer Römer (hr 2006), das im März 2006 als Hörspiel des Monats ausgezeichnet wurde.

## Deutsche Übersetzung
- Oberman. Roman in Briefen. Aus dem Französischen übertragen von Jürg Peter Walser. Insel, Frankfurt am Main 1982, ISBN 3-458-14007-7.
  - Digitale Wiederveröffentlichung der vergriffenen Ausgabe durch den Übersetzer; Edition Musarion, Dietikon 2022.

## Sekundärliteratur
- Paul Barth: Die Naturschilderung in Senancours Obermann. Dissertation. Tübingen 1911. archive.org